# 34191 Jakhete
34191 Jakhete è un asteroide della fascia principale. Scoperto nel 2000, presenta un'orbita caratterizzata da un semiasse maggiore pari a 2,3869777 au e da un'eccentricità di 0,0432522, inclinata di 5,68607° rispetto all'eclittica.